# بادانغ (سيدمبوان)
بادانغ (بالإنجليزية: Padang Sidempuan)‏ هي مدينة تقع في إندونيسيا في سومطرة الشمالية. يقدر عدد سكانها بـ 198,234 نسمة ومساحتها 114.65 كم2 .